# Stama
Stamka (deutsch Groß Stamm) ist ein Dorf in der polnischen Woiwodschaft Ermland-Masuren und  gehört zur Landgemeinde Sorkwity (deutsch Sorquitten) im Powiat Mrągowski (Kreis Sensburg).

## Geographische Lage
Stama liegt östlich des Jezioro Gielądzkie (deutsch Gehlandsee) inmitten der Woiwodschaft Ermland-Masuren, sieben Kilometer westlich der Kreisstadt Mrągowo (deutsch Sensburg).

## Geschichte
Das vor 1785 Mülchen genannte kleine Dorf bestand aus einem Vorwerk sowie kleinen Gehöften, wobei das Vorwerk zu Sorquitten (Sorkwity) gehörte. Von 1874 bis 1945 war die Landgemeinde in den Amtsbezirk Sorquitten eingegliedert, der zum Kreis Sensburg im Regierungsbezirk Gumbinnen (ab 1905: Regierungsbezirk Allenstein) in der preußischen Provinz Ostpreußen gehörte. Im Jahre 1910 zählte Groß Stamm 109 Einwohner.
Aufgrund der Bestimmungen des Versailler Vertrags stimmte die Bevölkerung im Abstimmungsgebiet Allenstein, zu dem Groß Stamm gehörte, am 11. Juli 1920 über die weitere staatliche Zugehörigkeit zu Ostpreußen (und damit zu Deutschland) oder den Anschluss an Polen ab. In Groß Stamm stimmten 100 Einwohner für den Verbleib bei Ostpreußen, auf Polen entfielen keine Stimmen.
Als 1945 in Kriegsfolge das gesamte südliche Ostpreußen an Polen  überstellt wurde, war auch Groß Stamm davon betroffen. Das Dorf erhielt die polnische Namensform „Stama“, ist heute Sitz eines Schulzenamts (polnisch Sołectwo) und als solches eine Ortschaft im Verbund der Landgemeinde Sorkwity (Sorquitten) im Powiat Mrągowski (Kreis Sensburg), bis 1998 der Woiwodschaft Olsztyn, seither der Woiwodschaft Ermland-Masuren zugeordnet. 

### Einwohnerzahlen
| Jahr | Anzahl |
| ---- | ------ |
| 1871 | 70     |
| 1885 | 165    |
| 1905 | 101    |
| 1910 | 109    |
| 1933 | 104    |
| 1939 | 80     |
| 2011 | 70     |

## Kirche
Bis 1945 war Groß Stamm in die evangelische Kirche Sorquitten in der Kirchenprovinz Ostpreußen der Kirche der Altpreußischen Union sowie in die katholische Kirche Stanislewo (1931 bis 1945 Sternsee, polnisch Stanclewo) im damaligen Bistum Ermland eingepfarrt.
Heute gehört Stama zur evangelischen Pfarrei Sorkwity in der Diözese Masuren der Evangelisch-Augsburgischen Kirche in Polen, außerdem zur katholischen Pfarrei Sorkwity im jetzigen Erzbistum Ermland in der polnischen katholischen Kirche.

## Verkehr
Stama liegt nördlich der polnischen Landesstraße 16 (ehemalige deutsche Reichsstraße 127) an einer Nebenstraße, die von Młynik (Lasken) nach Gązwa (Gonswen, 1938 bis 1945 Gansen) führt. Eine Anbindung an das Schienennetz besteht nicht.